# カーラの結婚宣言
『カーラの結婚宣言』（The Other Sister）は、1999年のアメリカ映画。

## ストーリー
軽度の知的障害を持つカーラが、母親の反対に遭いながらも自立し、結婚しようとする姿を描く。

## キャスト
※括弧内は日本語吹替
- カーラ・テイト - ジュリエット・ルイス（込山順子）
- ダニエル・マクマオン - ジョヴァンニ・リビシ（神奈延年）
- エリザベス・テイト - ダイアン・キートン（立石涼子）
- ラドリー・テイト - トム・スケリット（阪脩）
- ヘザー・テイト - サラ・ポールソン（勝生真沙子）
- キャロライン・テイト - ポピー・モンゴメリー（佐藤しのぶ）
- ジェフ・リード - ジョー・フラニガン（井上倫宏）
- ウィニー - ジュリエット・ミルズ（沢田敏子）
- アーニー - ヘクター・エリゾンド（佐々木梅治）
- ジョンソン - ハーヴェイ・ミラー（麦人）
- ドリュー・エジソン - リンダ・ソーソン（火野カチコ）
- バンマス - スティーブ・ダニエル（石井康嗣）
- ビラ配りの少女 - シリ・アップルビー

## 受賞・ノミネート
第20回ゴールデンラズベリー賞
- ノミネート：最低助演女優賞 - ジュリエット・ルイス